# Папанек, Виктор
Ви́ктор Папа́нек (англ. Victor J. Papanek; 22 ноября 1923 — 10 января 1998) — американский промышленный дизайнер, антрополог, философ и теоретик дизайна. Наибольшую известность принесла ему книга «Дизайн для реального мира» (англ. Design for the Real World).

## Биография
Папанек родился в Вене 22 ноября 1923 года. В начале 1930-х годов, когда Австрию присоединили к фашистской Германии, родители Папанека сумели эмигрировать в Англию. Начальное образование получил в английской частной школе. Вместе с семьёй переехал в США.
В Америке Папанек начал обучаться профессии архитектора в колледже «Купер Юнион» (англ. Cooper Union). Во время учёбы он также посещал и занятия Ф. Л. Райта, развивавшего идеи органической архитектуры. По окончании колледжа в 1948 году он получил звание бакалавра гуманитарных наук.
Вскоре Папанек поступил в Массачусетский технологический институт и стал там магистром наук по специальности «дизайн». Затем преподавал в Университете Северной Каролины, позже — в Стокгольмском университете. Выступал консультантом компании Volvo.
Известен тем, что проповедовал взгляд на дизайн как на возможность облегчить и улучшить жизнь людей, а не как на забаву богатых. В западном мире получил прозвище «Дизайнер мусорного бачка» после того как спроектировал радиоприёмник для стран третьего мира, умещающийся в использованной консервной банке.
Этот радиоприемник, созданный в начале 1960 годов, в самый разгар увлечения т.н. «современным стилем» функционального дизайна с его лозунгом единства «функции — конструкции — формы», был столь далек от признанных норм настоящего дизайна, что воспринимался в те годы курьезной выходкой и какой-то нелепицей. И уж никак не концептуальной контр-позицией, которая позднее открыла эпоху антиглобализма в дизайне.В. Аронов. Виктор Папанек
Проповедовал следующие принципы при проектировании изделий: максимальная полезность, дешевизна изготовления, возможность изготовления в регионе конечного использования, максимальная простота конструкции и экономия ресурсов при изготовлении.
Спроектировал множество изделий для медицинских нужд, для нужд инвалидов, для развивающихся стран, игры для развития детей, функциональную мебель. Позже написал несколько теоретических трудов, среди которых наибольшую известность приобрела книга «Дизайн для реального мира».
Умер Папанек 10 января 1998 года.

## «Дизайн для реального мира»
Убеждать людей приобрести то, что им не нужно, на деньги, которых у них нет, чтобы произвести впечатление на тех, кому до этого нет никакого дела, — сегодня это мошенничество стало поистине виртуозным.Виктор Папанек о рекламе
Применяя идеи фуллеровской синергетики, Папанек разрабатывал новое кредо антиглобалистского дизайна. Работая со студентами самых разных национальностей, он стремился пробудить и развить в них самобытное дизайнерское видение мира, не порывающее связи с их культурными ценностями.

Обложка первого издания книги

Осенью 1971 года в США вышло первое издание книги «Дизайн для реального мира». Предисловие к ней написал Фуллер, который стремился включить эту книгу в более общий теоретический контекст философии проектного мышления.

## Книги
- Papanek, Victor (1971). Design for the Real World: Human Ecology and Social Change, New York, Pantheon Books. ISBN 0-394-47036-2.
- Papanek, Victor & Hennessey, Jim (1973). Nomadic furniture: how to build and where to buy lightweight furniture that folds, collapses, stacks, knocks-down, inflates or can be thrown away and re-cycled, New York, Pantheon Books . ISBN 0-394-70228-X.
- Papanek, Victor & Hennessey, Jim (1974). Nomadic Furniture 2, New York, Pantheon Books. ISBN 0-394-70638-2.
- Papanek, Victor & Hennessey, Jim (1977). How things don’t work, New York, Pantheon Books. ISBN 0-394-49251-X.
- Papanek, Victor (1983). Design for Human Scale, New York, Van Nostrand Reinhold. ISBN 0-442-27616-8.
- Papanek, Victor (1995). The Green Imperative: Natural Design for the Real World, New York, Thames and Hudson. ISBN 0-500-27846-6.
- Папанек В. Дизайн для реального мира / Пер. с английского. — М.: Издатель Д. Аронов, 2012. — 416 с.; ил. ISBN 978-5-94056-025-8